# Ždralovi

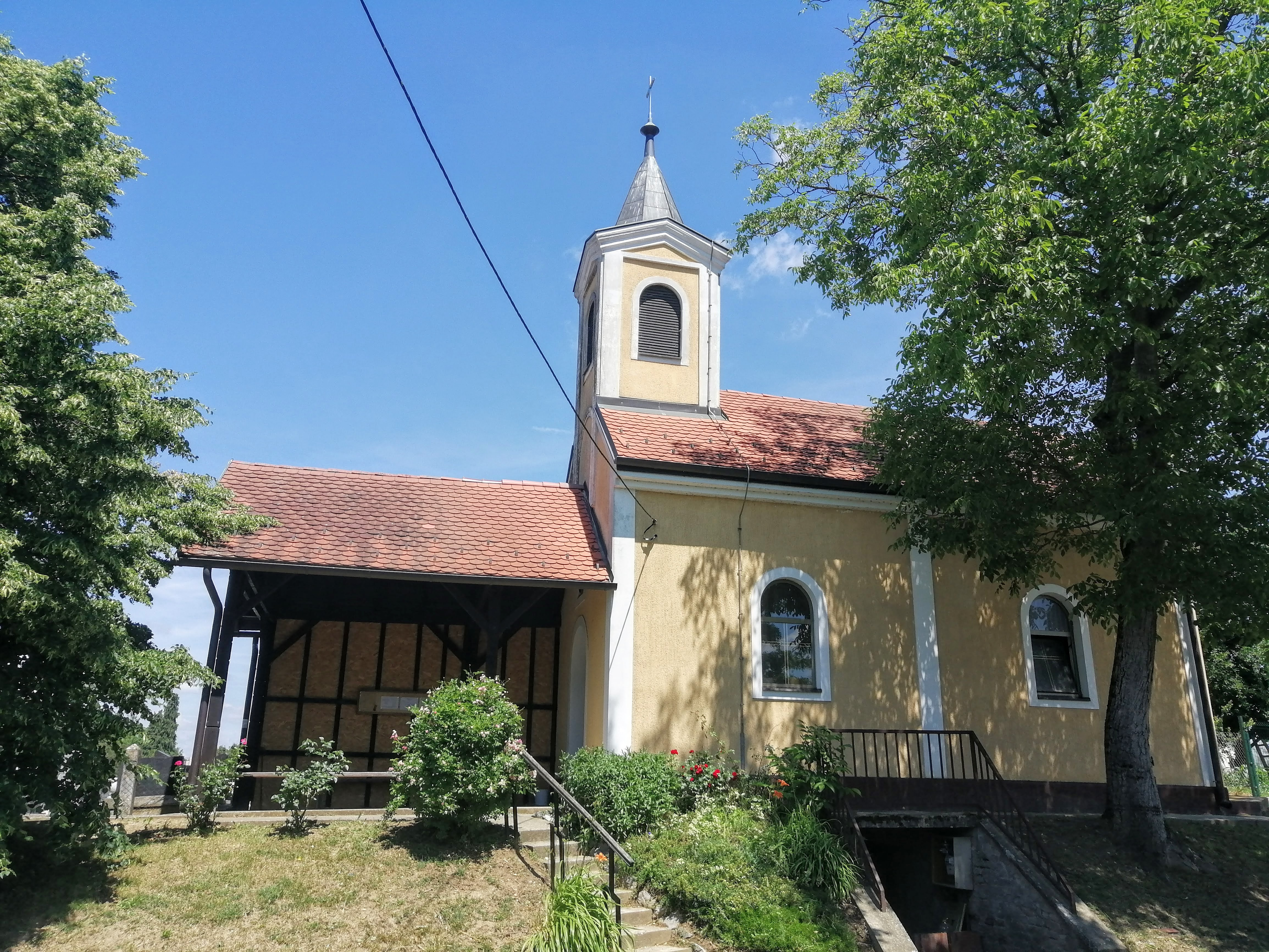
Chapelle dans le village Bjelovar de Ždralovi

Ždralovi est un village de la municipalité de Bjelovar, situé dans le comitat de Bjelovar-Bilogora (région de Slavonie) en Croatie.